# Pete Runnels
James Edward Runnels (Lufkin, Texas, 28 de enero de 1928-Pasadena, Texas, 20 de mayo de 1991), más conocido como Pete Runnels, fue un jugador profesional estadounidense de béisbol que se desempeñó en la posición de segunda base en las Grandes Ligas de Béisbol (MLB).

## Carrera
Runnels jugó como profesional siete temporadas en Washington Senators (1951-1957), después pasó a Boston Red Sox (1958-1962), luego a Houston Colt .45s, donde jugó dos temporadas (1963-1964), y fue el equipo en el que se retiró.

## Títulos
Fue campeón de bateo de la Liga Americana en dos oportunidades (1960 y 1962).